# Oryxana subrecta
Oryxana subrecta är en insektsart som beskrevs av Jacobi 1941. Oryxana subrecta ingår i släktet Oryxana och familjen sköldstritar. Inga underarter finns listade i Catalogue of Life.